# Pseudeustrotia leechiana
Pseudeustrotia leechiana là một loài bướm đêm trong họ Noctuidae.